# Rospigliani
Rospigliani (in corso Ruspigliani) è un comune francese di 85 abitanti situato nel dipartimento dell'Alta Corsica nella regione della Corsica.

## Società

### Evoluzione demografica
Abitanti censiti